# El gato negro (película de 1981)
The Black Cat (en español: El gato negro) es una película italiana-estadounidense de terror de 1981 dirigida por Lucio Fulci. Está basada en el cuento corto homónimo de Edgar Allan Poe. Es protagonizada por Patrick Magee, Mimsy Farmer y  David Warbeck. De esta película han tomado inspiración otras como la famosa Perro blanco, film con una temática de animales asesinos.

## Sinopsis
Robert Miles quien reside en un pequeño pueblo del Reino Unido, posee poderes extrasensoriales y que tiene la capacidad de comunicarse con espíritus  del más allá, y al mismo tiempo de manipular la mente de un gato negro. A través del felino, lo utilizará para vengarse y asesinar a cualquiera quien está en su contra. Una periodista llamada Jill, que trabaja como fotógrafa y que junto a unos policías que trabajan como funcionarios de la Scotland Yard, investigarán los extraños crímenes, en la que logran descubrir sobre la muerte de los cadáveres provocados siempre por un gato negro. Más adelante empiezan a sospechar el origen de la conducta agresiva y criminal del animal, que se ven obligados asistir a una casa paranormal, donde se confirma que los misteriosos asesinatos son implicaciones manipuladas por el doctor Miles. 

## Reparto
- Patrick Magee: Robert Miles
- Mimsy Farmer: Jill Travers
- David Warbeck: Inspector Gorley
- Al Cliver: Sargento Wilson
- Dagmar Lassander: Lillian Grayson
- Bruno Corazzari: Ferguson
- Geoffrey Copleston: Inspector Flynn
- Daniela Doria: Maureen Grayson
- Vito Passeri: encargado del almacén
- Lucio Fulci: Médico (escenas eliminadas)